# Goupia
Goupia és un gènere de plantes amb flors neotropical i és l'únic gènere inclòs dins la família Goupiaceae. Conté tres espècies i totes elles es troben al nord de l'Amèrica del Sud tropical.

## Taxonomia
- Goupia cinerascens
- Goupia glabra (sinònim G. paraensis, G. tomentosa)
- Goupia guatemalensis

Aquest gènere anteriorment estava inclòs dins la família Celastraceae, dins l'ordre Celastrales.